# Nikolái Nekrásov
Nikolái Alekséyevich Nekrásov (en ruso: Николай Алексеевич Некрасов; Nemírov, Gobernación de Podolia, 1821-San Petersburgo, 1877) fue un poeta y dramaturgo ruso. Se le atribuye haber introducido en la poesía rusa los metros ternarios y la técnica del monólogo dramático (On the Road, 1845). Como editor de varias revistas literarias, en particular Sovreménnik, Nekrásov también fue singularmente exitoso e influyente.

## Biografía
Nació en una familia de terratenientes y su niñez transcurrió a las orillas del río Volga, cuyas grandezas y miserias cantó en sus versos. Desde muy niño padeció un ambiente familiar tenso, con las cacerías y ruidosas bacanales que organizaba su padre, y las escenas de castigos, maltratos y desprecios que éste, hombre despótico y cruel, infligía a sus siervos campesinos dejaron honda impresión en la mente y espíritu del futuro poeta. Su padre, Alexey Sergeyevich Nekrásov (1788-1862), era descendiente de la nobleza terrateniente rusa y oficial del Ejército Imperial Ruso. Cursó estudios en distintos internados y en el instituto público de Yaroslavl, donde empezó a escribir algunas poesías satíricas y se interesó por el teatro; pero estudiaba mal y apenas fue capaz de hacer cinco cursos en seis años. En 1838 llegó a Moscú e intentó dos años consecutivos ingresar en la Universidad, pero no logró superar los exámenes de ingreso. Malvivió los tres años siguientes, durmiendo en albergues para vagabundos y escribiendo cartas de encargo en la plaza del mercado a cambio de comida. Su primera poesía, "El pensamiento", se publicó en 1838 en la revista El Hijo de la Patria. Su primer libro de poesías, Sonidos y ensueños, 1840, de aire romántico ya algo trasnochado, pasó desapercibido.
Buscando su identidad literaria, escribió varios vodeviles que se estrenaron con éxito y buena crítica: Lezna en saco mala es de guardar, moza casadera mala es de cuidar, El actor (1841), El prestamista de San Petersburgo, 1844; Una mañana en la redacción, 1841; Tedio otoñal, 1848 etcétera; pero tampoco era este el camino que quería seguir.
Su verdadera actividad llegó con la adquisición de los derechos de publicación de las revistas El Contemporáneo en 1847 y Anales de la Patria en 1866, donde colaboraron las plumas más importantes de las letras rusas. En la medida que se iba radicalizando hacia la izquierda la postura de la primera de ellas, se fueron saliendo de ella los aristócratas Lev Tolstói, Iván Turguénev, Goncharov, Saltykov-Shchedrín, etcétera y entraron los naródniki o "populistas" y "heterogéneos", hombres más afines a las ideas social-revolucionarias, como Nikolái Dobrolyúbov, Nikolái Chernyshevski, Visarión Belinski, Nikolái Pomyalovski, Fiódor Reshétnikov y otros, amigos y colaboradores de Nekrásov.
La obra poética de Nekrásov es amplia, polifacética y rica, con una temática variada: poesía lírica e intimista, cívica y social y, muy especialmente, de temática campesina, pero siempre con un carácter de denuncia social, protesta e inconformismo. La actitud crítica y negativa ante el estado de las cosas constituye la característica esencial de su creación poética. Entre sus obras poéticas destacan En el camino, 1845; La troika, 1846; El poeta y el ciudadano, 1856; Ayer, a eso de las seis, 1848; Entrada principal, 1858; El ferrocarril, 1864; La mies abandonada, Feliz el poeta sin ira, de 1852; Canción para Yeriómushka, 1858; Año tras año merman mis fuerzas, 1861; Sepelio, 1861; Libertad, 1861; El verde son, 1862; Caballero por una hora, 1860; Niños campesinos, 1861; La curandera, 1860; En el Volga, etcétera, todos ellos de profundo lirismo. 
Entre sus poemas extensos destacan Los buhoneros, de 1861, de ambiente campesino; El Señor del Frío, de corte folklórico; El abuelo, de 1870, poema histórico; La mujer rusa, 1872, auténtico canto de amor y exaltación dedicado a las esposas de los decembristas que acompañaron a sus maridos al exilio siberiano. Otros son poemas dedicados a sus amigos, como Belinski, dedicado al gran crítico literario; En memoria de Dobroliúbov, consagrado al crítico y ensayista muerto en la flor de la vida; Chernyshevski, que tiene por tema al ideólogo de los socialistas populistas rusos, No le llores con tanto desespero, dedicado a la escritora María A. Markóvich con motivo de la muerte prematura de Dmitri Písarev, pariente y amigo suyo y, muy especialmente, su obra maestra, el poema-epopeya ¿Quién es feliz en Rusia? (1877), donde el autor, con verso de claro sabor popular, describe un vasto panorama de la Rusia rural, sus tradiciones, las penas y alegrías de sus gentes. Admirador de la mujer de cualquier condición social y edad, le consagró algunas de las más bellas páginas en la poesía rusa tituladas La madre (1877), el poema anteriormente mencionado a las mujeres de los decembristas rusos y algunos pasajes del poema ¿Quién es feliz en Rusia?.
También se ocupó de los niños escribiéndoles una serie de poemas como El abuelo Mazái y las liebres, 1870; Los ruiseñores, 1870; El tío Yúkov, etcétera.
En sus últimos años, cansado de luchar y enfermo, escribió hermosas elegías y poesías líricas intimistas, en las que intenta resumir su vida, próxima a su fin: Pronto moriré, 1867; Cómo se alegra mi enemigo, 1866; ¿Por qué me desgarráis?, 1867; Angustia y Elegía, de 1874, etcétera.
Las Obras completas de Nekrásov, del grupo de poetas populistas y cantor del campo y de las libertades cívicas, ocupan doce tomos. Está enterrado en el cementerio Novodévichi de San Petersburgo.

## Vida privada

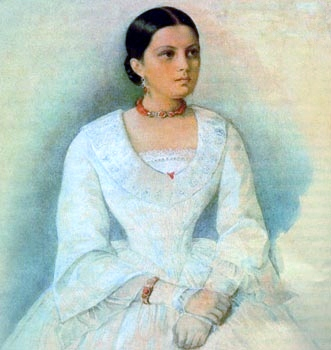
Avdotya Panayeva

Nikolai Nekrasov conoció a la ya casada Avdotya Panayeva en 1842, cuando ella ya era una escritora prometedora y una popular anfitriona de un salón literario. El joven Nekrasov, de 20 años, se enamoró, pero tuvo que esperar varios años a su respuesta afectiva y, al menos en una ocasión, estuvo a punto de suicidarse, si hemos de creer uno de sus poemas del ciclo de Panayeva, "Hace algún tiempo, rechazado por ti... ". Durante varios años estuvo "luchando con sus sentimientos" (según Chernyshevsky), y luego, en 1847, sucumbió. "Este fue el día afortunado que considero el comienzo de toda mi vida", escribió Nekrasov más tarde.
La forma en que Nekrasov se trasladó a la casa de Panayev para completar un triángulo amoroso muy ridiculizado fue vista por muchos como una versión de la idea francesa del "amor sin trabas" que los jóvenes radicales rusos asociaban con los valores morales socialistas. En realidad, el panorama era más complicado. Ivan Panayev, escritor y periodista de talento, resultó ser "un padre de familia de costumbres de soltero", y para cuando llegó Nekrasov su matrimonio estaba hecho trizas.  Avdotya, que consideraba la desigualdad de género una grave injusticia social, se consideraba libre de obligaciones matrimoniales, pero aun así no estaba dispuesta a romper los lazos con un buen amigo. Un extraño equipo romántico/profesional que unía a colegas y amantes (ella seguía "saliendo" con su marido, lo que provocaba ataques de furia en su celoso inquilino) fue difícil para ambos hombres, y doblemente para una mujer en una sociedad ajena a tales experimentos.

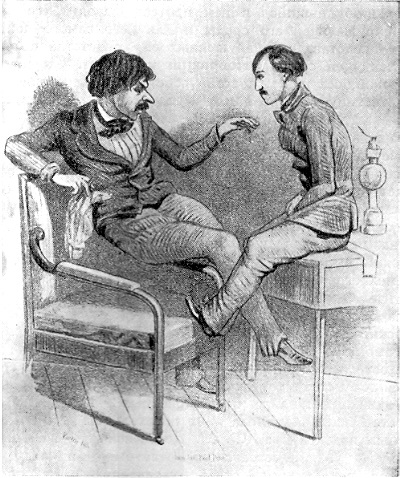
Panayev y Nekrasov, de Nikolai Stepanov.

La casa de los Panayev pronto se convirtió en el cuartel general oficioso del Sovremennik. Junto con Panáyeva (que usaba el seudónimo de N. N. Stanitski), Nekrásov escribió dos novelas de gran envergadura, Tres países del mundo (1848-1849) y El lago muerto (1851). Desestimadas por muchos críticos como poco más que una estratagema que servía para llenar los huecos de Sovremennik dejados por los recortes de la censura y criticadas por algunos de sus colegas (Vasili Botkin consideraba tal manufactura como "humillante para la literatura"), en retrospectiva se consideran experimentos literarios desiguales pero curiosos, no exentos de méritos artísticos.
Los poemas de Nekrasov dedicados a Avdotya e inspirados en ella formaron el Ciclo de Panayeva que equivalía "en su totalidad... a un largo poema que narraba la apasionada, a menudo dolorosa y mórbida historia de amor", según un biógrafo. Sólo por estos poemas se podía juzgar la naturaleza de su tempestuosa relación. Hubo correspondencia entre ellos, pero en un ataque de ira Panáyeva destruyó todas las cartas ("¡Ahora, llora! Llora amargamente, no podrás volver a escribirlas", le reprochó Nekrasov en un poema titulado "Las cartas"). Varios versos de este ciclo se convirtieron en romances musicales, uno de ellos, "¡Perdona! Olvida los días de la caída..." (Прости! Не помни дней паденья...) ha sido musicado por no menos de cuarenta compositores rusos, empezando por Cesar Cui en 1859, e incluyendo a Rimski-Kórsakov y Chaikovski.

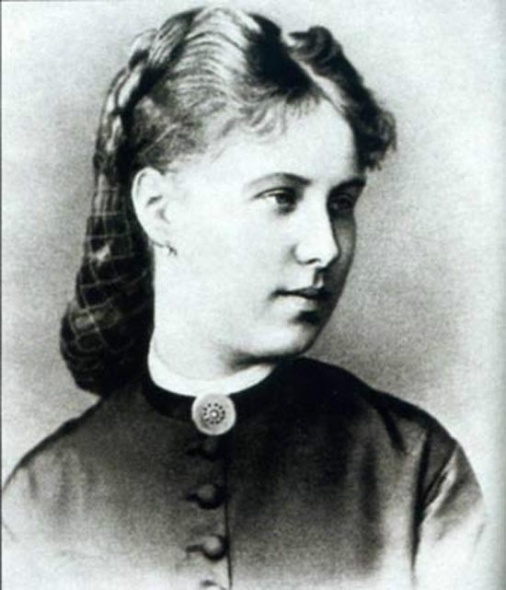
Zinaida Nekrasova

En 1849 Panayeva dio a luz a un hijo, pero el niño murió pronto. Otra muerte, la de Ivan Panayev en 1862, distanció aún más a la pareja. Sin embargo, la razón principal de la marcha definitiva de Panayeva fue el carácter "difícil" de Nekrasov. Era propenso a ataques de depresión, ira, hipocondría y podía pasarse días "despatarrado en un sofá de su gabinete, muy irritado, diciendo a la gente cómo odiaba a todo el mundo, pero sobre todo a sí mismo", según Zhdanov. "Vuestras risas, vuestras alegres conversaciones no pudieron disipar mis pensamientos mórbidos/Sólo sirvieron para enloquecer mi pesada, enferma e irritada mente", confesó en un poema.
En 1863, cuando aún estaba con Panayeva, Nekrasov conoció a la actriz francesa Celine Lefresne, que en aquel momento actuaba en el Teatro Mikhaylovsky con su compañía. Ella se convirtió en su amante; Nekrasov, cuando estaba en Francia, se alojó varias veces en su piso de París; ella hizo una visita a Karabikha en 1867. Celine era un alma gemela e hizo que sus viajes al extranjero fueran una alegría, aunque su actitud hacia él ha sido descrita como "seca". Nekrasov ayudó económicamente a Celine y le legó una considerable suma de dinero (10,5 mil rublos).
En 1870, Nekrasov conoció y se enamoró de Fyokla Anisimovna Viktorova, una joven campesina de 19 años para la que inventó otro nombre, Zinaida Nikolayevna (el original se consideró demasiado "simple"). Educada personalmente por su amante, pronto aprendió de memoria muchos de sus poemas y se convirtió de hecho en su secretaria literaria. Los amigos literarios del poeta trataron a Zina con respeto, pero no así Anna Alexéievna, la hermana de Nekrásov, que consideraba inaceptable este tipo de relaciones. Las dos mujeres hicieron las paces a mediados de la década de 1870, cuando se turnaban para cuidar al poeta moribundo. El 7 de abril de 1877, en un gesto simbólico de gratitud y respeto, Nekrasov se casó con Zinaida Nikolayevna en su casa.

## Reconocimiento y legado

Nekrasov en una hoja de sellos de Rusia 2021 dedicada a su 200 aniversario de nacimiento.

Nikolai Nekrasov es considerado uno de los más grandes poetas rusos del siglo XIX, junto con Alexander Pushkin y Mikhail Lermontov. En las décadas de 1850 y 1860, Nekrasov (respaldado por dos de sus amigos y aliados más jóvenes, Chernyshevsky y Dobrolyubov) se convirtió en el líder de una tendencia politizada y orientada a la justicia social en la poesía rusa (evolucionada a partir de la escuela natural en prosa fundada por Gogol) y ejerció una fuerte influencia sobre la joven intelectualidad radical. "Lo que impulsó la inclinación de los estudiantes rusos a 'fusionarse con el pueblo' no fue el socialismo occidental, sino la poesía de Nekrasov relacionada con Narodnik, que fue inmensamente popular entre los jóvenes", argumentó el poeta revolucionario Nikolai Morozov]. .

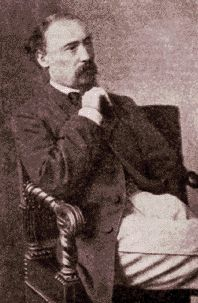
Nekrasov en la década de 1860. Fotografiado por Sergey Levitsky.
Nekrasov, como verdadero innovador de la literatura rusa, estaba estrechamente vinculado a la tradición establecida por sus grandes predecesores, ante todo Pushkin. – Korney Chukovsky, 1952
Nekrasov carecía por completo de memoria, desconocía cualquier tradición y era ajeno a la noción de gratitud histórica. Surgió de la nada y trazó su propia línea, empezando por sí mismo, sin preocuparse mucho por los demás. – Vasily Rozanov, 1916

En 1860, la llamada 'escuela Nekrasov' en la poesía rusa comenzó a tomar forma, uniendo a poetas realistas como Dmitry Minayev, Nikolai Dobrolyubov, Ivan Nikitin (poeta) y Vasily Kurochkin, entre otros. Chernyshevsky elogió a Nekrasov por haber iniciado "un nuevo período en la historia de la poesía rusa".
A Nekrasov se le atribuye el mérito de ser el primer editor de Fiódor Dostoievski, cuya primera novela Pobre pueblo llegó a la [Colección de San Petersburgo] que, junto con su predecesora, La fisiología de San Petersburgo' de 1845, desempeñó un papel crucial en la promoción del realismo en la literatura rusa. Nekrasov, editor y redactor jefe de Sovremennik durante muchos años, la convirtió en la principal publicación literaria rusa de su época, continuando así el legado de Pushkin, su creador. Durante sus 20 años de constante y cuidadosa política literaria, Sovremennik sirvió de foro cultural para los principales escritores rusos, entre ellos Dostoievski, Iván Turguéniev y León Tolstoi, así como para la propia poesía y prosa de Nekrásov. Sin embargo, sus años al frente de Sovremennik se vieron empañados por la polémica. Según Mirsky, "Nekrasov era un editor genial, y su don para conseguir la mejor literatura y los mejores autores en el punto álgido de su relevancia rozaba lo milagroso", pero también era "ante todo, un manipulador despiadado, para quien cualquier medio justificaba el fin" y "explotaba descaradamente el entusiasmo de sus autores mal pagados".
Los conservadores de su época lo consideraban un peligroso provocador político. "Nekrasov es un comunista declarado... Clama abiertamente por la revolución", informaba Faddey Bulgarin en su carta al jefe de la policía secreta rusa en 1846. Los detractores liberales (Vasili Botkin, Alexander Druzhinin, Ivan Turgenev entre ellos) estaban horrorizados por la forma en que "cosas feas y antisociales se cuelan en su verso", como ha dicho Boris Almazov, y el estilo "antipoético" de sus versos (Grigóriev, Rozanov). "La forma en que empuja un tema tan prosaico hacia abajo en forma poética, es simplemente impensable", escribió Almazov en 1852. "Nekrasov definitivamente no es un artista", insistió Stepan Dudyshkin en 1861.
Los ataques de la derecha y el centro-derecha no causaron ningún daño a la reputación de Nekrasov y "sólo reforzaron [su] posición como líder espiritual de la juventud radical", como sostenía Korney Chukovsky. Más daño le han hecho (según el mismo autor) sus seguidores radicales que, mientras elogiaban a "Nekrasov el tribuno", no apreciaban su "genio de innovador". "Su talento era notable, si no por su grandeza, sí por la forma tan fina en que reflejaba el estado de la Rusia de su tiempo", escribió poco después de la muerte de Nekrasov uno de sus colegas y aliados Grigory Yeliseyev. "Nekrasov era en su mayor parte un poeta didáctico y como tal... propenso a la rebuscadura, amaneramiento y ocasional falta de sinceridad", opinaba Maxim Antonovich. Georgy Plekhanov quien en su artículo de 1902 glorificó a 'Nekrasov el Revolucionario' insistió en que "uno está obligado a leerlo... a pesar de las faltas ocasionales de la forma" y su "inadecuación en términos de las exigencias del gusto estético."
Según una escuela de pensamiento (formulada entre otros por Vasili Rosanov en su ensayo de 1916), Nekrasov en el contexto de la historia rusa de la literatura era un "extranjero... que vino de la nada" y se convirtió en una fuerza destructiva 'anti-Pushkin' para estrellar con su verso poderoso, pero sin arte, la tradición de "armonías brillantes" establecida por el clásico. Décadas antes Afanasy Fet describió el verso de Nekrasov como una "prosa de hojalata" al lado de la "poesía dorada" de Pushkin. Korney Chukovsky se opuso apasionadamente a tales opiniones y dedicó todo el libro, Nekrasov, el maestro, a destacar las innovaciones estilísticas del poeta y trazar la "genealogía ideológica", como él decía, desde Pushkin hasta Nekrasov, pasando por Gogol y Belinsky. Mirsky, aunque reconoce el esfuerzo de Chukovsky, sigue viendo a Nekrasov como un gran innovador que vino primero a destruir y después a crear: "Fue esencialmente un rebelde contra todos los preceptos de la 'poesía poética' y la esencia de su mejor obra es precisamente la audaz creación de una nueva poesía sin trabas por las normas tradicionales del gusto", escribió Mirsky en 1925.
Los estudiosos de la Rusia moderna consideran a Nekrasov un pionero de la poesía rusa del siglo XIX que "exploró nuevas vías para su desarrollo de una forma tan audaz que antes de él era sencillamente impensable", según su biógrafo Yuri Lebedev. Mezclando la conciencia social y la retórica política con subgéneros tan conservadores como la elegía, la romance tradicional y la balada romántica, abrió nuevos caminos, sobre todo para los modernistas rusos, algunos de los cuales (Zinaida Gippius, Valery Bryusov, Andrey Bely y Alexander Blok) profesaron admiración por el poeta, citándolo como influencia.  Vladimir Mayakovsky hizo lo mismo a principios de la década de 1920, sugiriendo que Nekrasov, como "un brillante multitalento" habría encajado perfectamente en la nueva escena poética soviética.
Nekrasov enriqueció la paleta tradicional de la lengua poética rusa añadiéndole elementos de sátira, feuilleton, esbozo realista y, lo que es más importante, folclore y estructuras similares a canciones. "De todos los poetas del siglo XIX fue el único que se acercó tanto al espíritu de la canción popular rusa, a la que nunca imitó: su alma era la de un cantante folclórico", argumentaba Mirsky. "Lo que distingue sus versos es su calidad de canción", escribió Zinaida Gippius en 1939. "El mayor logro en el género de la canción popular rusa", según Misky es el poema ¿Quién es feliz en Rusia?", su estilo "totalmente original, muy característico y monolítico. El poeta nunca se entrega a sus habituales lamentos y conduce la narración en un tono de sátira aguda pero bondadosa, muy en la línea de una charla campesina común... Lleno de extraordinaria expresividad verbal, energía y muchos descubrimientos, es uno de los poemas rusos más originales del siglo XIX".
Nekrasov es reconocido como un satírico innovador. Antes de él, la sátira social en Rusia era "didáctica y castigadora": el poeta satírico debía "elevarse por encima de sus objetivos para bombardearlos fácilmente con el aluvión de palabras abrasadoras" (Lébedev). El método dramático de Nekrasov implicaba la total cercanía del narrador a su héroe, al que "interpretaba" como un actor, revelando sus motivos, empleando el sarcasmo más que la ira, elogiando irónicamente a los villanos ("Reflexiones junto a la puerta principal"), o proporcionando a los objetos de sus sátiras una tribuna para largos monólogos autoexculpatorios ("Un hombre moral", "Fragmentos de los bocetos de viaje del conde Garansky", "El ferrocarril"). 

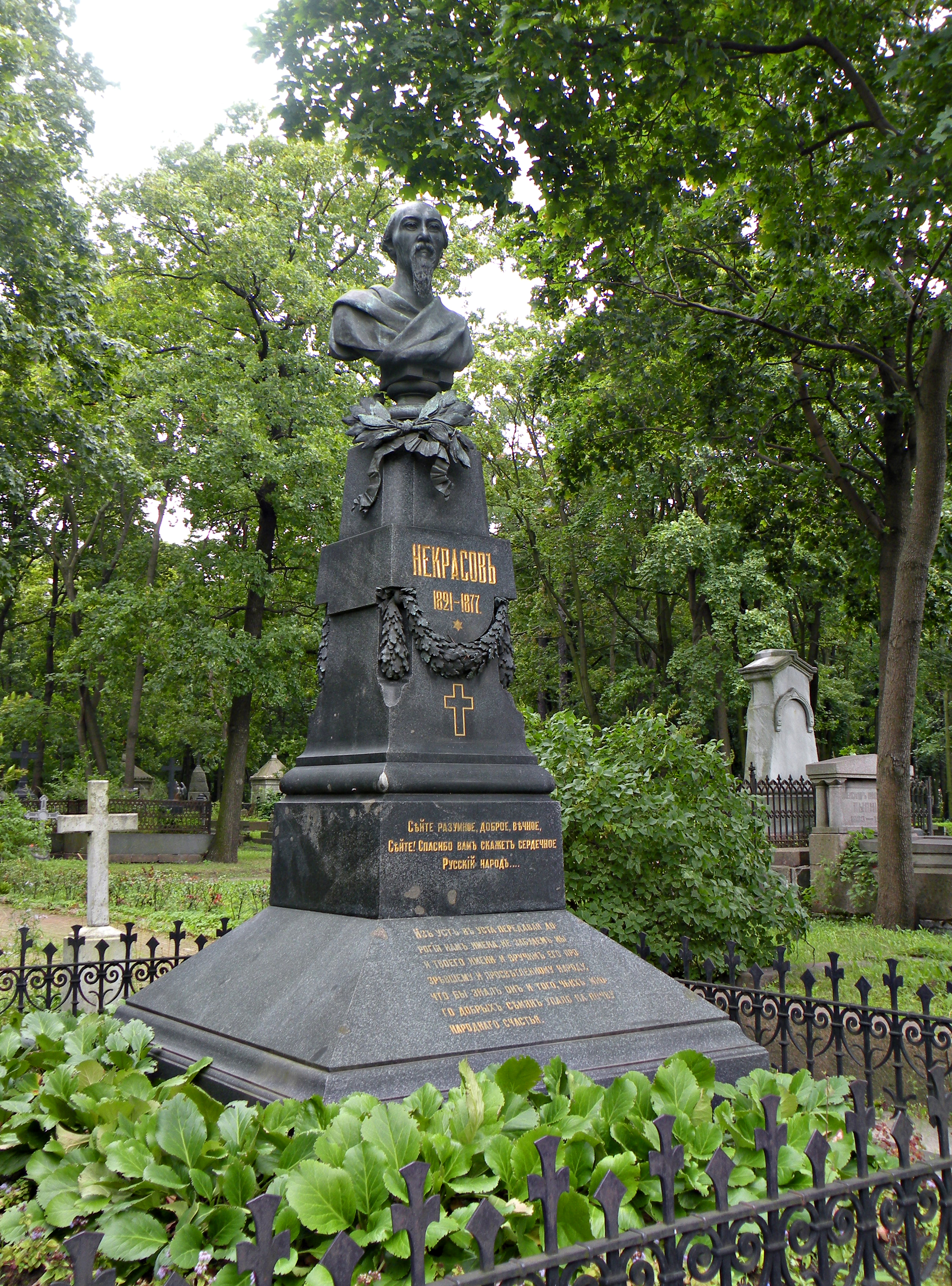
Tumba de Nikolay Nekrasov en el Cementerio de Novodevichy (San Petersburgo).

Sin embargo, lo que interesaba a Nekrasov mucho más que los experimentos estilísticos era la cuestión de "si la poesía podía cambiar el mundo" y, en cierto modo, dio una respuesta, al convertirse con diferencia en la figura políticamente más influyente de la literatura rusa del siglo XIX. Vladimir Lenin lo consideraba "el gran socialista ruso" y habitualmente trataba su legado como un libro de citas que utilizaba para despellejar enemigos, a diestro y siniestro.
En la época soviética, los eruditos tendían a promover la misma idea, glorificando a Nekrasov como un "poeta socialdemócrata" que "luchaba por los oprimidos" y "odiaba a los ricos".
Sin embargo, a diferencia de muchos de sus aliados radicales, Nekrasov tenía en alta estima el cristianismo ortodoxo y los "valores nacionales tradicionales rusos". "Tenía un inusual poder de idealización y la necesidad de crear dioses era la más profunda de sus necesidades. El pueblo ruso era el principal de estos dioses; junto a él se situaban mitos igualmente idealizados y subjetivamente condicionados de su madre y Belinsky", señaló Mirsky. La poesía de Nekrasov fue admirada y profusamente citada por liberales, monárquicos y nacionalistas, así como por socialistas. Varios de sus versos (como "Seyat razumnoye, dobroye, vetchnoye..." - "Serrar las semillas de todas las cosas sensibles, amables, eternas..." o "Suzhdeny vam blagiye poryvi/ No svershit nichevo ne dano". - "Estás dotado de las mejores intenciones / Pero eres incapaz de cambiar nada") se convirtieron en aforismos habituales en Rusia, sobreutilizados en todo tipo de polémicas.
Como los veredictos sobre el legado de Nekrásov dependían invariablemente de las opiniones políticas de los críticos, la evaluación objetiva de la poesía de Nekrásov se hizo difícil. Como señaló D.S. Mirsky en 1925: "A pesar de su enorme popularidad entre los radicales y del tributo que le rindieron como poeta enemigos como Grigoriiev y Dostoievski, apenas puede decirse que Nekrásov recibiera lo que se merecía en vida. Incluso sus admiradores admiraban más la materia de su poesía que su forma, y muchos de ellos creían que Nekrasov era un gran poeta sólo porque la materia importaba más que la forma y a pesar de haber escrito de forma inartística. Tras la muerte de Nekrasov, su poesía siguió siendo juzgada según las líneas del partido, rechazada en bloque por la derecha y alabada a pesar de su forma inadecuada por la izquierda. Sólo en tiempos relativamente recientes se le ha reconocido su gran originalidad y novedad" .

## Adaptaciones cinematográficas
- El general Toptyguin (Генерал Топтыгин), cortometraje de animación  de muñecos de 1971 producido por los estudios Soyuzmultfilm y dirigido por Iván Ufímtsev (Иван Уфимцев, 1928 - 2010) con guion de Eleonora Tadé (Элеонора Тадэ, n. 1932).[29]

- Películas basadas en obras de Nekrásov; en inglés, en Internet Movie Database.
  - En español (enlace roto disponible en Internet Archive; véase el historial, la primera versión y la última)..